# Эсшё
Эсшё (швед. Össjö, ранее: Осбу-Эсшё, швед. Åsbo-Össjö) — небольшой город в коммуне Энгельхольма, в лене Сконе, Швеция. По состоянию на 2015 год в нём проживали 223 человека на площади 35 га.

## Известные уроженцы
- Мари Фредрикссон (1958—2019) — певица и автор песен, солистка группы Roxette
- Арне Торен[швед.] (1927—2003) — журналист и дипломат

## Достопримечательности

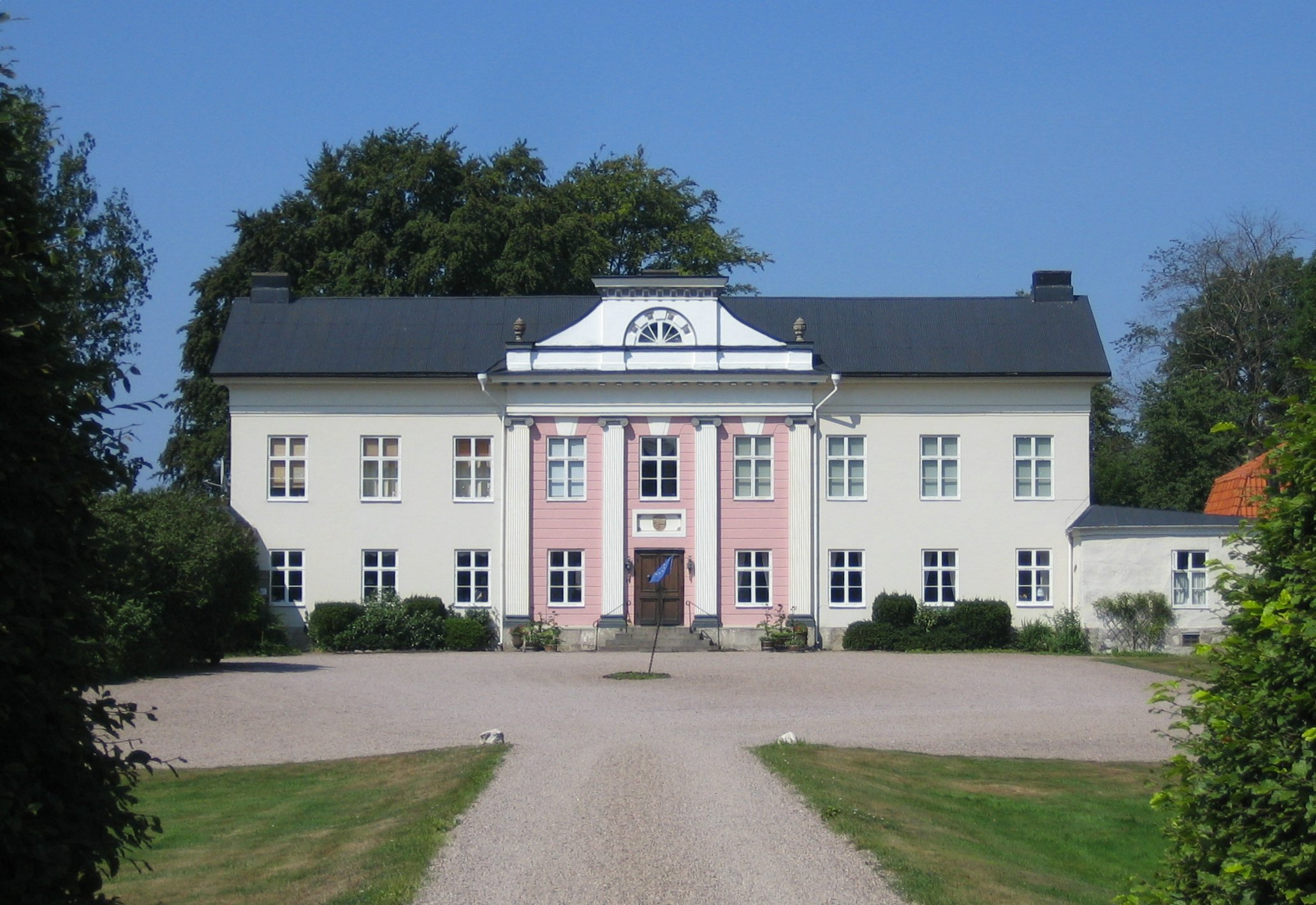
Össjö Gård

- Поместье «Össjö gård[швед.]» (ферма Эсшё) построено в 1814—1815 гг. Архитектор: Adolf Fredrik Tornérhjelm.
- Здание вокзала (построено в 1904 году Энгельхольмско-Клиппанской железной дорогой[швед.] (англ. Ängelholm Klippan railway), закрыто в 1953 году)
- Городская церковь[швед.] в центре города